# Campylocentrum ulaei
Campylocentrum ulaei là một loài thực vật có hoa trong họ Lan. Loài này được Cogn. mô tả khoa học đầu tiên vào năm 1906.